# Huécija
Huécija er en by og kommune i det sydøstlige Spanien i provinsen Almería. Den har et indbyggertal på 537 (2024) indbyggere.